# Стадион Парке до Сабија
Стадион Парке до Сабија (порт. Estádio Municipal Parque do Sabiá), је стадион у Уберландији, Бразил. Углавном користи за фудбалске утакмице. То је домаћи терен за ФК Уберландија Еспорте и ФК Атлетико Портал, и највећи је стадион у бразилској држави Минас Жераис. Стадион је изграђен 1982. године и може да прими 53.350 гледалаца. Власништво је општине Уберландија.

## Историја стадиона
Стадион је свечано отворен 27. маја 1982. године као Парке до Сабија (што значи Парк дроздова). Стадион је 1995. године преименован у Стадион Муниципал Жоао Авеланге (општински стадион Жоао Авеланге), на предлог градског већа Леонидио Боукаса. Међутим, промена имена није била јако популарна међу градским навијачима, а стадион се и даље назива Парке до Сабија.
Прва утакмица одиграна је 27. маја 1982. године, када је фудбалска репрезентација Бразила победила фудбалску репрезентацију Републике Ирске са 7:0. Први гол на стадиону постигао је бразилац Фалкао.
Рекорд посећености стадиона је била 80.000 гледалаца. Овај рекорд је постављен на отварању стадион, на уводној утакмици.
Стадион је 2015. године преименован у Естадио Муниципал Парке до Сабиа, због скандала у ФИФА -и.